# Condado de Tomaszów (voivodia de Łódź)
Condado de Tomaszów (polaco: powiat tomaszowski) é um powiat (condado) da Polónia, na voivodia de Łódź. A sede do condado é a cidade de Tomaszów Mazowiecki. Estende-se por uma área de 1025,7 km², com 121 231 habitantes, segundo o censo de 2005, com uma densidade de 118,19 hab/km².

## Divisões admistrativas
O condado possui:
Comunas urbanas: Tomaszów Mazowiecki
Comunas rurais: Będków, Budziszewice, Czerniewice, Inowłódz, Lubochnia, Rokiciny, Rzeczyca, Tomaszów Mazowiecki, Ujazd, Żelechlinek
Cidades: Tomaszów Mazowiecki

## Demografia
População (dados de 30 de Junho de 2005):
|          | Total   | Total | Mulheres | Mulheres | Homens  | Homens |
| -------- | ------- | ----- | -------- | -------- | ------- | ------ |
|          | pessoas | %     | pessoas  | %        | pessoas | %      |
| Total    | 121 231 | 100   | 62 798   | 51,8     | 58 433  | 48,2   |
| Cidades  | 67 011  | 100   | 35 520   | 53       | 31 491  | 47     |
| Povoados | 54 220  | 100   | 27 278   | 50,3     | 26 942  | 49,7   |